# Relaciones Catar-Grecia
Las relaciones Catar-Grecia son las relaciones bilaterales entre Catar (Qatar) y Grecia. Las relaciones se formaron en 1973.

## Representación diplomática
Grecia abrió su embajada en Doha en 2007. Catar tiene una embajada en Atenas desde 2008.
Después de que Egipto cerró su embajada en Qatar en 2017, la embajada griega en Doha acordó representar diplomáticamente a los ciudadanos egipcios.

## Visitas diplomáticas

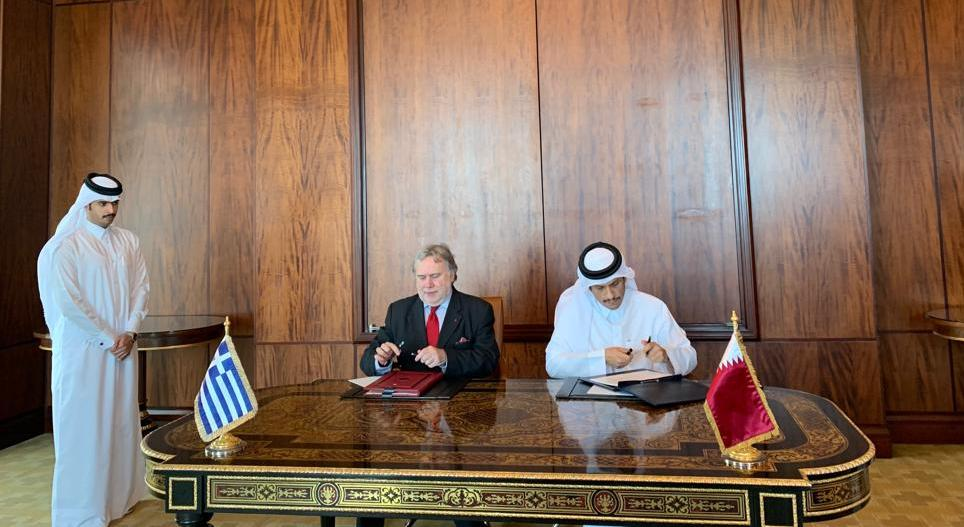
El FM griego Georgios Katrougalos firma acuerdos con su homólogo de Catar, Mohammed bin Abdulrahman Al Thani.

En marzo de 2009, el vice primer ministro griego Theodoros Pangalos realizó una visita a Catar.

## Relaciones militares
Se han firmado varios acuerdos militares entre Catar y Grecia, como un acuerdo sobre ejercicios de entrenamiento conjuntos y un memorando de entendimiento tripartito entre el gobierno de Catar, la industria de vehículos helénica y la industria aeroespacial helénica.

## Relaciones económicas
Ambos países firmaron un acuerdo para evitar la doble imposición en 2008. 
catar firmó un acuerdo en 2010 en el que invertiría $ 5 mil millones en Grecia durante los años siguientes.
En enero de 2013, la división inmobiliaria de Qatar Investment Authority, Qatari Diar, participó en una oferta para reconstruir el Aeropuerto Internacional Ellinikon, pero decidió retirarse de la licitación. A finales de ese mes, la empresa se retractó de su retirada después de una visita a Doha del primer ministro Antonis Samaras. Además, durante la visita, el gobierno de Catar acordó crear un fondo conjunto de $ 1,34 mil millones para ayudar a las pequeñas y medianas empresas en Grecia a ayudar a su economía golpeada por la recesión. También en 2013, otra sección de la Autoridad de Inversiones de Catar, Qatar Holding, invirtió 1.200 millones de euros en la industria minera de oro del norte de Grecia.
El ex emir de Catar Hamad bin Khalifa Al-Thani compró seis islotes en Grecia por una suma de € 8,5 millones en 2013. Según los informes, estaba interesado en construir un enorme palacio en uno de los islotes, pero sería impugnado por el sistema legal griego debido a sus leyes sobre el tamaño de las residencias.
En 2015 se estableció un consejo empresarial conjunto. La rotación comercial es baja. En 2017, el volumen total del comercio bilateral fue de 372 millones de dólares.
En términos de cooperación entre empresas, la empresa griega Anangel Maritime Services firmó un acuerdo de empresa conjunta con Nakilat, con sede en Catar, para emplear diez de sus barcos para transportar GNL. Aproximadamente siete empresas griegas operaban en Catar en 2017.

## Migración
Según el Ministerio del Interior de Catar, hay 2.200 inmigrantes griegos en Catar en 2016.